# Maud Rosenbaum
Maud Rosenbaum (gift baronessa Levi och Blumenthal), född 13 januari 1902 i Chicago, Illinois, USA, död 3 maj 1981 i New York, New York; var en amerikansk friidrottare och tennisspelare. Rosenbaum blev bronsmedaljör vid den första damolympiaden 1922 och var en pionjär inom damidrott.

## Biografi
Rosenbaum var dotter till  Emanuel Frank Rosenbaum och dennes fru Maud Yondorf. Hon i skolan vid Oaksmere School i New Rochelle i Westchester County i delstaten New York. Under skoltiden var hon aktiv friidrottare och särskilt intresserad av basket.
Rosenbaum deltog i den första damolympiaden den 20 augusti 1922 i Paris, under idrottsspelen vann hon bronsmedalj i kulstötning.
Efter idrottsspelen övergick hon till tennis, hon deltog i Internationaux de France 1926 (utslagen i åttondelsfinalen mot Daisy Speranza) och 1927 (utslagen i grundspelet förlust mot Simone Mathieu), hon blev även italiensk mästare flera gånger.
1927 gifte hon sig i Paris med den italienske baronen Giorgio di Giacomo Levi (1888-1969); paret flyttade till Rom och fick senare en dotter. Detta äktenskap slutade i skilsmässa 1934.
Redan 1930 återvände hon till USA och fortsatte tenniskarriären, hon deltog bl.a. i US National Championships 1930 (utslagen i semifinalen), 1933 (utslagen i grundspelet) och 1934 (utslagen i kvartsfinalen). 1933 vann hon 4 titlar däribland New York State Tennis Championship.
1935 gifte hon sig med börsmäklaren Walter Hugo Blumenthal. Hon dog 1981 i New York.